# Independence I-kulturen
Independence I-kulturen er opkaldt efter den fjord, hvor man gjorde de første arkæologiske fund. Den fandtes i Nordgrønland omkring 2200 f.Kr. til 2000 f.Kr. (med usikkerhedsmargin 2500-1800 f.Kr.). Yngste datering er fra omkring 1730 f.Kr. og stammer fra Jørgen Brønlund Fjord.

## Oprindelse og udbredelse
Independence I-kulturen menes at stamme fra områderne omkring Beringstrædet, hvorfra den fulgte efter fangstdyrene via Alaska og Canada til Nordgrønland. Til Grønland kom den fra Port Refuge på Devon Island, hvorfra den bredte sig mod nordøst til Ellesmere Island dels ved Bache Peninsula over for Inglefield Land i Grønland, dels længere mod nordøst omkring Tanqueray Fjord, Lake Hazen og Lady Franklin Bay over for Washington Land og Hall Land på den grønlandske nordkyst. Herfra synes den at have bredt sig østover til Independence-fjorden, Jørgen Brønlund Fjord, langs Midsommersøerne, videre til Danmark Fjord og mod syd langs den nordøstgrønlandske kyst til Jøkel Bugt, Dove Bugt og Zackenberg indtil Jameson Land ved Scoresbysund.

## Levevis
Baggrunden for udbredelsen må søges i befolkningens levevis. Independence I-kulturen var en jægerkultur. De kendte ikke til kajakker eller umiaq (konebåd), så de levede af fangst på landjorden (fortrinsvis moskusokser, men også sæler, isbjørn, polarræv, fugle og polarharer) og fiskeri. Fiskeri og fangst af hvalros og sæl skete med harpuner formentlig fra iskanten eller kysten. På grund af deres livsform opsøgte de fugtige om sommeren snefrie, men græsrige fjorddale. Det var i disse områder, at især moskusokserne holdt til. Da disse fjorddale var mere eller mindre adskilte af gletsjere og stenfyldte, græsløse ørkener, betød det, at de vigtigste byttedyr derved nogenlunde sikkert forblev i samme område og derfor kunne udgøre et forholdsvis sikkert jagtbytte. En fare var omvendt, at genskabelse af moskusokse-bestande, der var blevet udsat for for stærkt et jagttryk, var vanskelig.
Bestanden af de forskellige jagtdyr kunne veksle fra sted til sted: det er opgjort, at fordelingen på Peary Land var moskusokse 37%, ræv/hare 21%, fugle 27%, fisk 12%, sæl 3% og isbjørn 1%, men ved Eigil Knuth Site på yderkysten: sæl 89%, isbjørn og fugle hver 3%, ræv/hare og moskusokse hver 2% og hvalros 1%.
En vis vandring mellem indland og kystområder fandt sted: således har det været muligt at genforene mikroflækker på Peary Land fra samme blok fra steder, der ligger 35 km fra hinanden.
For at kunne overleve vinteren og mislykkede jagter må man have haft køddepoter fra sommerens jagter at tære på. Det er næppe sandsynligt, at de depoter har være nedgravet, da de i givet fald er umulige at få fat på, når sneen dækker og jorden er stivfrossen.

## Husdyr
Det ser ikke ud til, at Independence I-kulturen kendte til husdyr, idet der end ikke er fundet hundeknogler blandt de mange knogler.

## Redskaber
Det foretrukne redskabsmateriale var flint, især stålgrå og blålig flint, fra Washington Land, som fandtes i større og mindre flintknolde rundt om i terrænet lige til at samle op og tage i brug. Selve redskabsfremstillingen synes ofte at være sket udendørs på bopladserne, hvor der findes møddinger af flintaffald.
De mest almindelige jagtvåben var forsynet med skafttunge-flintspidser; det vil sige markerede flintspidser med en "hale" til at indkile i et skaft af træ. Fra Independence I-kulturen i Canada og Saqqaq-kulturen i Vestgrønland kendes harpunhoveder med en slids for enden til små, tresiddede flintspidser, men de kendes ikke i Nord- og Østgrønland.
Blandt deres særlige redskaber var stiklen, som er en slags kniv med et tykt og stærkt stenblad, med hvilket man kan ridse dybe furer i knogler (blandt andet for at få adgang til marven) og tænder. Af andre redskaber kan nævnes spatelformede eller trekantede skrabere af sten med svagt udadbuede, afrundede hjørner til at behandle de døde dyrs skind.
Et vigtigt redskab var synålen lavet af fugleknogler. Det viser, at Independence I-folket må have haft særlig indsigt i at lave både skindtøj og formodentlig skindtelte, der kunne klare det hårde klima med tre lange vintermåneder, hvor temperaturen kunne falde til ÷50oC.

## Boliger
Deres boliger var "midtergangsboliger", kaldet således på grund af en omtrent midt gennem boligen beliggende stensætning af henved 50 cm bredde – altid vinkelret på kystlinjen – og med et centralt ildsted, suppleret med et sted til opbevaring af brændsel nær indgangen og en slags "køkken" i boligens inderste del med sidde- sovepladser på begge sider. En variant havde sovebrikse på tre sider. Fordelingen af fundne genstande antyder, at der kan have været en vis kønsdeling af de to sider i boligen, i det mindste i arbejdsmæssig henseende.
Indvendigt målte boligerne mellem 2,5-3 x 3-4 m, svarende til at areal på 7-12 m2, hvorfra altså må trækkes pladsen til midtergangen. Det er beregnet, at pladsen kan give ophold til 4-6 voksne og et par små børn: en kernefamilie.
Fund af talrige tabte genstande tyder på, at gulvet har været dækket at et langhåret skind, der kunne beskytte mod kulden fra jorden, men gjorde det svært at genfinde det tabte. Der kendes ikke fund af tranlamper, så det eneste lys i boligen kom fra ildstedet.
Det formodes, at boligen havde vægge af skind, der muligvis har hvilet på en trækonstruktion, og som efterlod sig ringe af sten, med hvilke man holdt teltdugen fast.

## Forsvinden
Folket forblev i Nord- og Nordøstgrønland i henved 500 år, derefter forsvandt de. Det vides ikke sikkert, om de uddøde eller trak mod sydvest til nordcanadiske områder.